# Волк и семеро козлят на новый лад
«Волк и семеро козлят на новый лад» — советский пластилиновый музыкальный мультфильм Леонида Аристова по мотивам сказки «Волк и семеро козлят».
Все герои мультфильма, в основном, общаются исключительно песнями, написанными Юрием Энтиным на музыку Алексея Рыбникова.

## Сюжет
Начало сюжета соответствует сказке: мама-коза уходит в огород за капустой, строго наказывая семерым козлятам запереться на семь замков и откликаться лишь на её голос, чтобы не вышли «обознатушки».
Проводив маму, козлята восклицают:
На печи сидеть в избе

Нам не интересно!

В жизни тот «ни бе, ни ме»,

Кто не любит песню!
С этими словами они начинают петь и танцевать, привлекая тем самым волка. Чтобы проникнуть внутрь, волк прикидывается мамой-козой, напевая песенку:
Отворите поскорей мамаше дверь!

Я устала, я голодная как зверь!
Но, помня наказ мамы, козлята отвечают из-за двери:
Твой голос на мамин совсем не похож!

Ты голосом толстым фальшиво поёшь!
Сколько ни пытался волк обмануть козлят, они не пустили его внутрь:
У порога, видно, буду помирать!

Не пускаете домой родную мать!

Открывайте, не валяйте дурака!

Я козлиха, но охрипшая слегка…
Тогда волк отправляется в школу музыки к петуху, с просьбой научить его петь:
Помоги мне, Петя, научиться петь.

Наступил мне в детстве на ухо медведь!
Получив урок вокала и проглотив несколько сырых яиц, волк снова появляется у домика козлят. Спев песенку тонким голосом, он одурачивает их, и козлята открывают ему дверь:
Баста, карапузики, кончилися танцы!
На что один из козлят отвечает:
Помирать — так с музыкой! Запевайте, братцы!
Козлята запели, да так заразительно, что волк не удержался и тоже пустился в пляс.
Когда вернулась домой коза, она увидела в пустом доме беспорядок и решила, что всё-таки вышли «обознатушки», и волк похитил её маленьких деточек. Она бредёт по лесу, напевая грустную песню, как вдруг слышит неподалёку громкие аплодисменты. Подойдя к месту веселья, она видит волка и козлят, стоящих на сцене и вместе поющих песню. Обнявшись с детками, коза вручает Волку цветочек.

## Создатели
- Автор сценария и текста песен — Юрий Энтин
- Режиссёр — Леонид Аристов
- Композитор — Алексей Рыбников
- Художник-постановщик — Людмила Танасенко
- Оператор — Эрнст Гаман
- Звукооператор — Виталий Азаровский
- Песни исполняли:
  - Татьяна Дасковская — Коза
  - Гарри Бардин — Волк
  - Аня Рыбникова и квартет «Улыбка» — козлята
- Художники-мультипликаторы: Аида Зябликова, Валерий Шуленин, В. Роганов, Сергей Олифиренко, Ольга Анашкина
- Ассистенты:

режиссёра — Маргарита Коваленская
художника — Елена Зеленина
- Монтажёр — Т. Дунаева
- Музыкальный редактор — Н. Алёхина
- Редактор — Елена Ходина
- Директор картины — Г. Фёдорова

## Сюжет сказки в творчестве Юрия Энтина
- Мультфильм стал вторым в творческом пути Ю. Энтина произведением на сюжет сказки о волке и козлятах. Первым была написанная в 1960-е годы на музыку Владимира Шаинского песня, записанная певцом Вадимом Мулерманом. Третьим произведением Энтина на данный сюжет стал советско-румынско-французский фильм «Мама»[1].
- Для издания в книжном формате Юрий Энтин переложил сюжет этого мультфильма в новую форму, получившую название «Сказки с песнями». Песни там оставлены без изменений, но к ним добавлено стихотворное повествование от лица автора[источник не указан 2248 дней].
- В 1977 году в детской телепередаче «Будильник» был поставлен телеспектакль, роли в котором исполнили Ирина Муравьёва, Сергей Проханов, Евгений Стеблов и четверо московских школьников[2].